# 熱列布科韋
47°50′19″N 29°52′41″E / 47.83861°N 29.87806°E
熱雷布科韋（烏克蘭語：Жеребкове）是位於烏克蘭西南部的村莊，由敖德萨州波季利斯克区的阿南伊夫市鎮負責管轄。該村始建於1823年，面積2.32平方公里，2001年人口1,967，人口密度每平方公里847.84人。